# مئذنة فوبقند
مئذنة فوبقند Minarett von Vobkent هي مئذنة شهيرة في مدينة فوبقند في محافظة بخارى بأوزبكستان.

## تاريخها
خلال القرن الثاني عشر، حيث بنيت المئذنة كانت منطقة بخارى تعيش فترة تغير فيها الحكام كثيرا. وأحيانا كان يحكمها رجال الدين، وكان الواحد منهم يلقب «صدر» ، وكانوا ينتمون إلى الطبقة الحاكمة المسماة البرهانيون. على قاعدة المئذنة توجد مخطوطة تذكر أن من قام ببناء البرج هو ابن الصدر عبد العزيز الثاني.

## وصفها
يبلغ ارتفاع مئذنة فوبقند 40,3 متر. وتزينها 10 من الشرائط الدائرية حول جسم البرج من طوب الطابوق وموزعة على مسافات متساوية على البرج من أسفل إلى أعلى . تلك الشرائط أو الحلقات مزينة بمخطوطات عربية جميلة
ورسوم . ويحوي الشريط الرابع من أسفل معلومات عن باني المئذنة. بنيت المئذنة بين عامي 1198 -1199 .

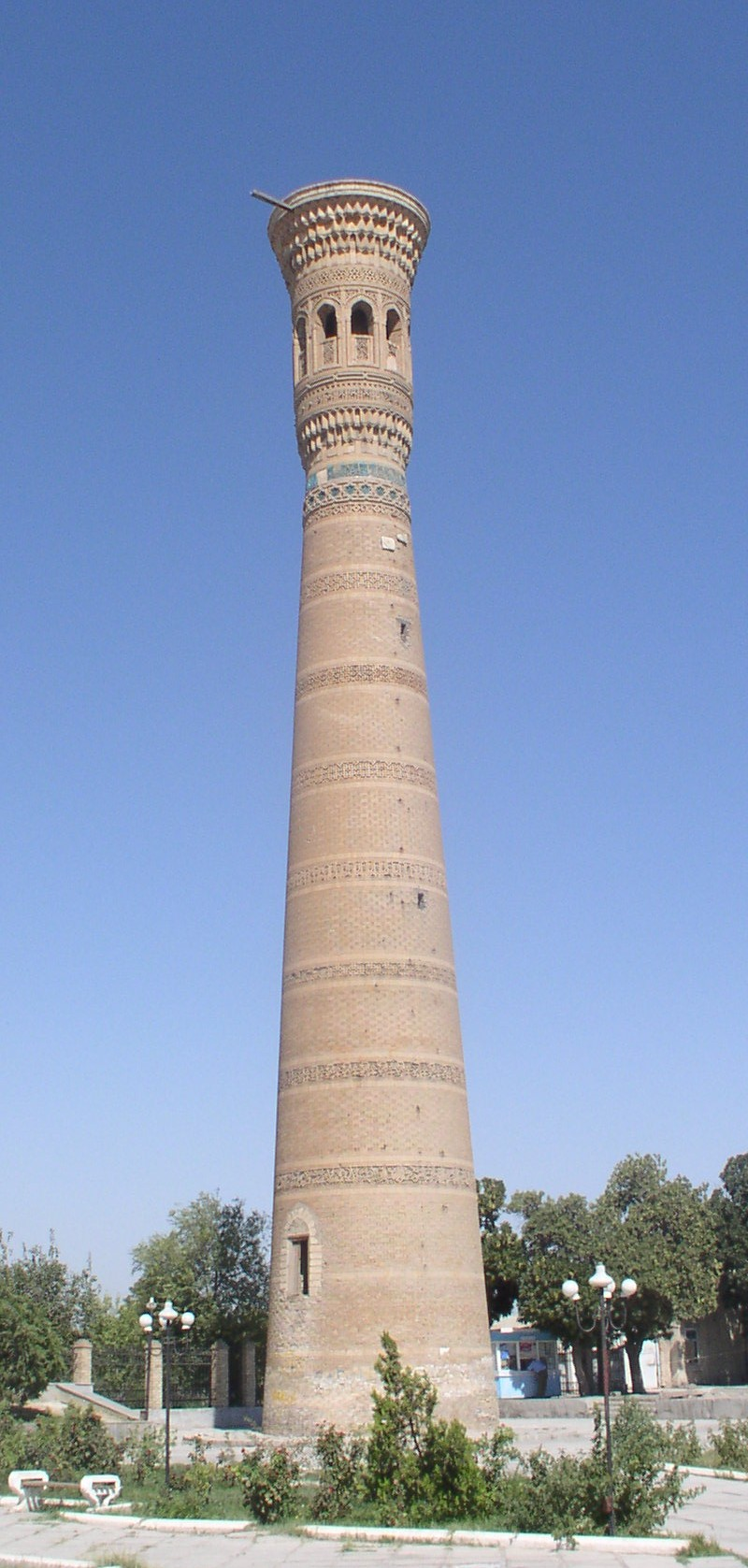
مئذنة فوبقند
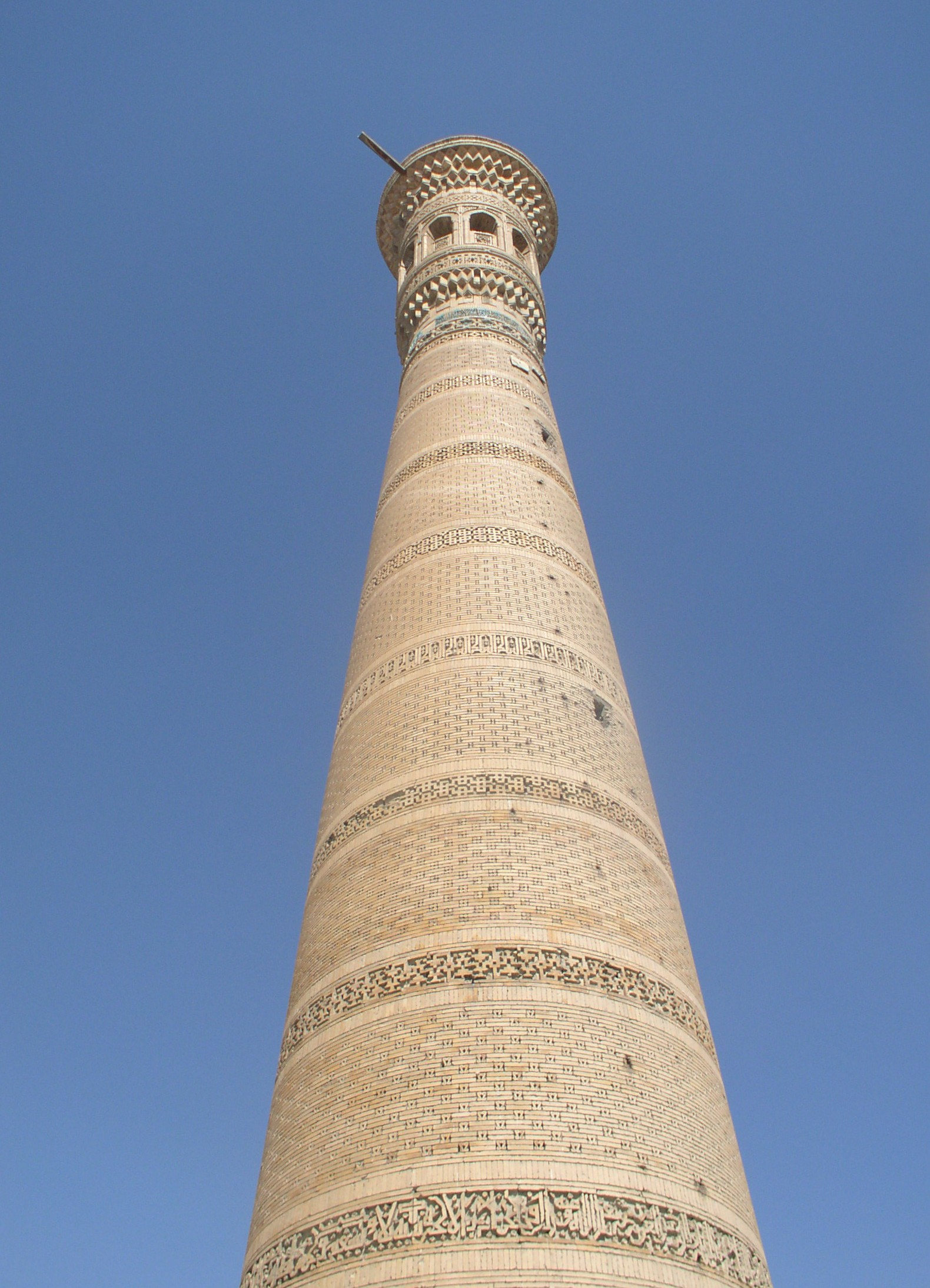
مئذنة فوبقند
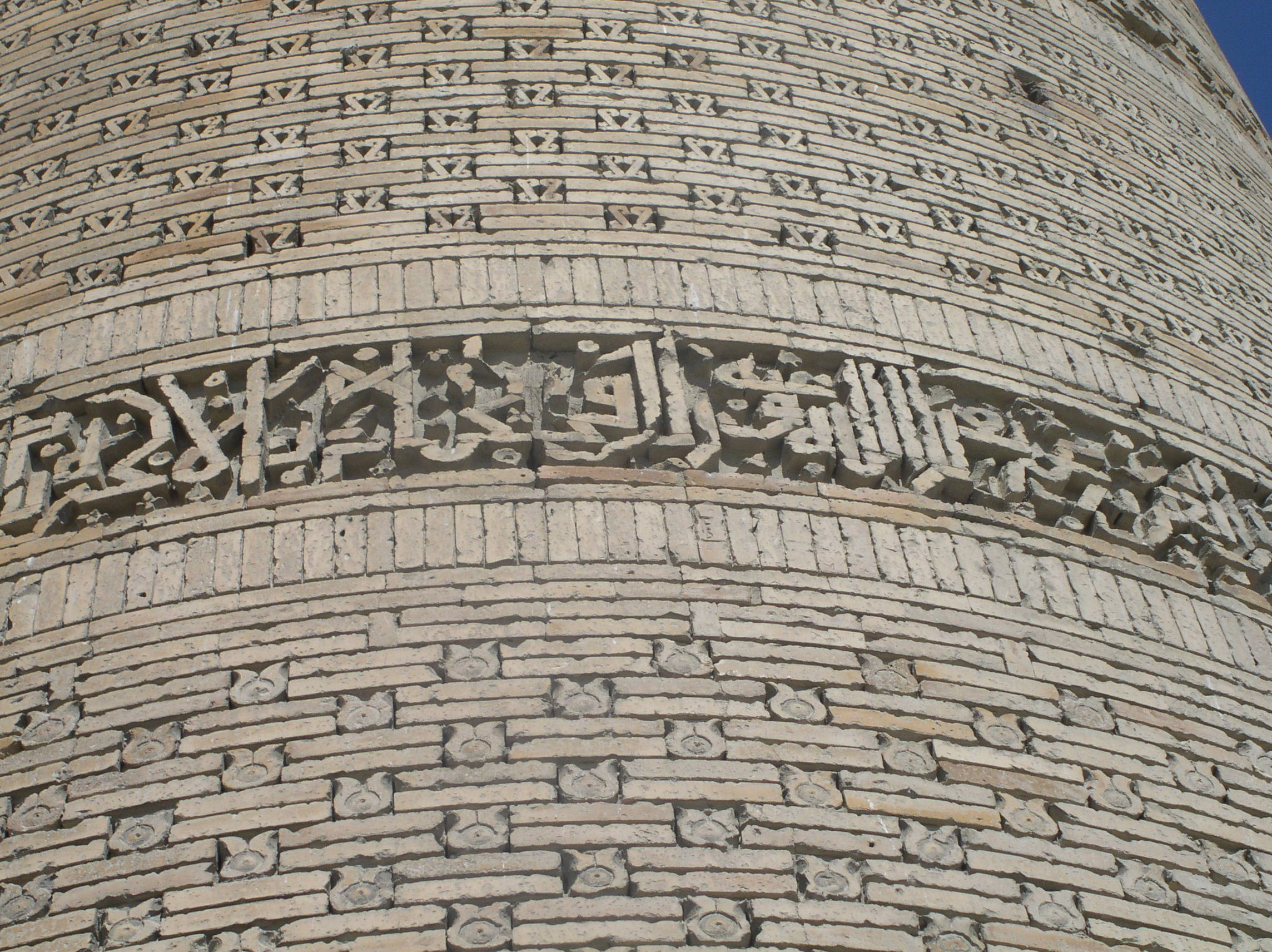
كتابات جميلة تزين إحدى الشرائط

مئذنة فوبقند تشبه إلى حد كبير مئذنة كالان الموجودة في بخارى ، ولكنها تختلف عنها في رسوماتها الدقيقة . وقد بنيت كل منهما على نمط مرقد أوزغون. فهناك توجد مئذنة من نفس الطراز بنيت قبل مئذنتي بُخارى وفوبقند .

## قائمة اليونسكو للتراث العالمي
في يوم 18 يناير 2008 تقدمت هيئة اليونسكو الأوزبكية مشروعا لأن تكون مئذنة فوبقند من التراث العالمي لليونسكو. وكان أساس الطلب مبني على أن حالة المئذنة جيدة وأن لها أهمية في دراسة الفن المعماري في وسط آسيا.

## اقرأ أيضا
- مئذنة كالان
- أزبكستان
- بخارى
- فوبقند